# Distichophyllum muticum
Distichophyllum muticum là một loài Rêu trong họ Hookeriaceae. Loài này được (Broth. & Paris) P. Syd. mô tả khoa học đầu tiên năm 1912.